# سیلویا پینال
سیلویا پینال ایدالگو (اسپانیایی: Silvia Pinal Hidalgo‎؛ زادهٔ ۱۲ سپتامبر ۱۹۳۱ – درگذشتهٔ ۲۸ نوامبر ۲۰۲۴) بازیگر، خواننده، تهیه‌کننده تئاتر و تلویزیون و سیاستمدار اهل مکزیک بود. او قبل از ورود به سینما در سال ۱۹۴۹ کار خود را در تئاتر آغاز کرد. سیلویا یکی از بزرگ‌ترین ستاره‌های زن دوران طلایی سینمای مکزیک بود و با بازی در کوسه! (۱۹۶۹)، در عصر طلایی هالیوود درخشید. کار او در سینما با محبوبیت در کشور مادرش باعث شد سیلویا پینال در اروپا، به ویژه در اسپانیا و ایتالیا نیز هنرنمایی کند. پینال با بازی در سه‌گانه‌ای از فیلم‌ها به کارگردانی لوئیس بونوئل، به شهرت بین‌المللی دست یافت: از جمله ویریدیانا (۱۹۶۱)، ال آنجل نابودگر (۱۹۶۲) و سیمون دل دزیرتو (۱۹۶۵).
علاوه بر حرفه سینمایی، پینال در تئاتر موزیکال مکزیک پیشگام بود، او سپس وارد تلویزیون شد و منصب سیاسی داشت. پینال در دوران طلایی فیلم مکزیکی در فیلم «آخرین دیوا» درخشید.

## گزیدهٔ فیلم‌شناسی
از فیلم‌هایی که وی در آنها نقش داشته است، می‌توان به آثار زیر اشاره کرد:
- آریتی (۲۰۱۳)
- چهره فرشته کوچک (۲۰۰۰)
- توپ‌های سان سباستین (۱۹۶۸)
- شمعون صحرا (۱۹۶۵)
- ملک‌الموت (۱۹۶۲)
- ویریدیانا (۱۹۶۱)

## کتابشناسی
- García Riera., Emilio (1996). El cine de Silvia Pinal. Universidad de Guadalajara (Centro de Investigaciones y Enseñanza Cinematográficas), Patronato de la Muestra de Cine Mexicano en Guadalajara, A. C. e Instituto Mexicano de Cinematografía (IMCINE). ISBN 978-968-895-714-1.
- Agrasánchez Jr., Rogelio (2001). Bellezas del cine mexicano/Beauties of Mexican Cinema. Archivo Fílmico Agrasánchez. ISBN 978-968-5077-11-8.
- Pinal, Silvia (2015). Esta soy yo. Porrúa. ISBN 978-607-09-2108-7.